# Getto w Rydze

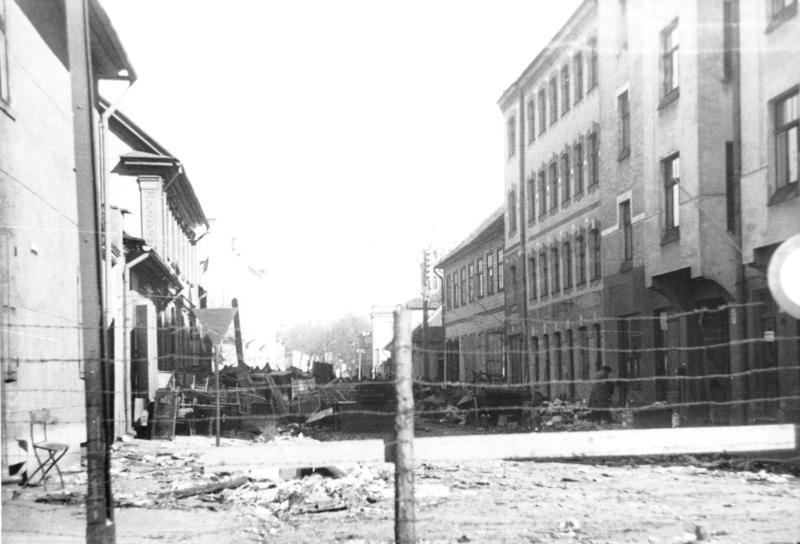
Jedna z ulic ryskiego getta

Getto w Rydze (niem. Ghetto Riga; jid. ‏ריגער געטאָ‎; Riger geto, געטאָ פֿון ריגע; Geto fun Rige) – getto istniejące w latach 1941–1943 w stolicy okupowanej Łotwy.

## Historia
Getto powstało na terenie tzw. Moskiewskiego Przedmieścia zamieszkanego przed II wojną światową głównie przez Rosjan, Polaków i Białorusinów na mocy rozkazu generalnego komisarza Łotwy Hinricha Lohsego z 23 sierpnia 1941.
Granicę obszaru getta wyznaczały ulice Moskiewska (Maskavas), Witebska (Vitebskas), Żydowska (Ebreju), Līksnas, L. Kalna, Kijowska (Kijevas), Jakubowska (Jēkabpils) i Lāčplēša. Ostateczny termin przeprowadzki do dzielnicy upłynął 25 października – w jej granicach znalazło się wówczas 29,6 tys. osób uznanych według kryteriów norymberskich za Żydów. Na czele ryskiego Judenratu stanął adwokat Michał Eliaszow.
26 listopada 1941 teren getta podzielono na dwie części – w jednej z nich umieszczono silnych fizycznie mężczyzn zdolnych do wykonywania prac na rzecz gospodarki III Rzeszy, resztę ludności getta w liczbie 26 tys. wysiedlono poza obręb Rygi w dwóch etapach: w nocy z 29 na 30 listopada i z 7 na 8 grudnia 1941. Wszystkich ich zamordowano w lesie pod Rumbuli.
Od grudnia 1941 na teren getta przesiedlano Żydów z Niemiec, Austrii i Czechosłowacji. Osiedlano ich w tzw. Reichsjudenghetto, które pozostawało w ścisłej izolacji od getta „lokalnego”.
28 października 1942 grupa 11 więźniów getta pod przywództwem Owsieja Okunia podjęła próbę ucieczki z getta na pozyskanej ciężarówce i przebicia się tzw. szosą madońską do oddziałów partyzanckich, jednak w okolicach Ulbroki zostali pojmani przez wojska niemieckie. W akcie zemsty władze niemieckie skazały na śmierć 82 mieszkańców getta podejrzanych o sprzyjanie konspiratorom.
We wrześniu 1943 żydowska dzielnica w Rydze została zlikwidowana, a jej ostatni mieszkańcy przewiezieni do obozów zagłady w Rydze–Kaiserwaldzie i Salaspilsie.
Do znanych więźniów getta należał historyk i działacz żydowski Szymon Dubnow.
W ryskim getcie działała jedna synagoga z urządzeniami rytualnymi, w której żydzi zbierali się na modlitwę. Założono teatr, gdzie wystawiano m.in. „Fausta” Goethego, „Jedermanna” Hugona von Hofmasthala i „Jeremiasza” Stefana Zweiga. Do najznamienitszych aktorów gettowego teatru należał Austriak Diesendorf.
21 września 2010 dokonano otwarcia Muzeum Getta Ryskiego.